# Diaporthella
Diaporthella — рід грибів родини Valsaceae. Назва вперше опублікована 1924 року.

## Класифікація
До роду Diaporthella відносять 6 видів:
- Diaporthella aristata
- Diaporthella corylina
- Diaporthella cristata
- Diaporthella cryptica
- Diaporthella platasca
- Diaporthella sphendamnina